# Etere di petrolio
L'etere di petrolio, ligroina o petroletere è un  solvente comunemente utilizzato nei laboratori chimici ed è composto da idrocarburi leggeri derivati dalla distillazione frazionata del petrolio.
È un liquido estremamente infiammabile e nocivo. Chimicamente è una miscela di alcani, cicloalcani, alcheni e idrocarburi aromatici diversi, accomunati dal punto di ebollizione simile.
Esistono diversi tipi di etere di petrolio, classificati in funzione del loro punto di ebollizione; tale differenza riflette la loro composizione.
La ligroina era il carburante del motore della prima automobile brevettata da Karl Benz nel 1886. Sua moglie Bertha Benz nel 1888 ne rifornì il veicolo con cui era in viaggio presso la farmacia della cittadina di Wiesloch, che finì per diventare la prima stazione di servizio della storia.